# Charles Tran
Pour les articles homonymes, voir Tran.
Charles Ernest Tran (29 janvier 1878-24 mars 1934) est un médecin et un homme politique provincial canadien de la Saskatchewan. Il représente la circonscription de Pelly à titre de député du Parti progressiste de la Saskatchewan de 1925 à 1929.

## Biographie
Née à Barrie en Ontario, Tran est le fils de William Tran et de Mary English. Il étudie à Barrie et à The Western University of London (aujourd'hui Université Western Ontario). S'établissant dans l'ouest à Kamsack, il épouse Louise McGale en 1912. Pendant la Première Guerre mondiale, il sert dans le  Canadian Medical Corps. De retour à Kamsack, il opère à titre de propriétaire une pharmacie.

## Carrière politique
Il occupe le poste de maire de Kamsasck à plusieurs reprises, soit de 1914 à 1916 et sporadiquement en 1919, 1921, 1923 et en 1926 Tran also owned a pharmacy in Kamsack.
Tentant de faire son entrée à l'Assemblée législative de la Saskatchewan en 1921 à titre de candidat indépendant dans Pelly, il est défait par la députée sortant Sarah Ramsland. En 1925, il devient chef du Parti progressiste de la Saskatchewan et parvient à être élu député. À titre de chef de parti, poste qu'il occupe jusqu'en 1929, il occupe également le poste de chef de l'opposition face au gouvernement du conservateur James Thomas Milton Anderson.
Tran se retire de la politique en 1929 et retourne à la pratique de la médecine. Il meurt à Kamsack des suites d'une accident vasculaire cérébral à l'âge de 56 ans.